# Caimito (Cuba)
Caimito è un comune di Cuba, situato nella provincia di Artemisa. Fino al 2010 apparteneva alla provincia dell'Avana.